# Elecciones municipales de Huánuco de 1966
Las elecciones municipales de Huánuco de 1966 se llevaron a cabo el 13 de noviembre de 1966 para elegir al alcalde y al Concejo Provincial de Huánuco para el periodo 1967-1969. La elección se celebró simultáneamente con elecciones municipales en todo el país.

## Sistema electoral
La Municipalidad Provincial de Huánuco es el órgano administrativo y de gobierno de la provincia de Huánuco. Está compuesta por el alcalde y el Concejo Provincial.
La votación del alcalde y el concejo se realiza en base al sufragio universal alfabeto, que comprende a todos los ciudadanos nacionales y no nacionales mayores de veintiún años, empadronados y residentes en la provincia de Huánuco y en pleno goce de sus derechos políticos.
El Concejo Provincial de Huánuco está compuesto por 14 concejales elegidos por sufragio directo para un período de tres (3) años, en forma conjunta con la elección del alcalde (quien lo preside). La votación es por lista cerrada y bloqueada. Se asigna a cada lista los escaños según el método d'Hondt.

## Composición del Concejo Provincial de Huánuco
La siguiente tabla muestra la composición del Concejo Provincial de Huánuco antes de las elecciones.
| Partidos | Partidos                                                    | Concejales |
| -------- | ----------------------------------------------------------- | ---------- |
|          | Alianza Acción Popular - Democracia Cristiana               | 7          |
|          | Coalición Partido Aprista Peruano - Unión Nacional Odriísta | 6          |
|          | Lista Independiente N° 5                                    | 1          |

## Partidos y candidatos
A continuación se muestra una lista de los principales partidos y alianzas electorales que participaron en las elecciones:
| Candidatura | Candidatura | Partidos y alianzas | Candidatos | Candidatos                | Ideología                                           | Resultado previo | Resultado previo | Ref. |
| Candidatura | Candidatura | Partidos y alianzas | Candidatos | Candidatos                | Ideología                                           | Votos (%)        | Con.             | Ref. |
| ----------- | ----------- | --- | ---------- | ------------------------- | --------------------------------------------------- | ---------------- | ---------------- | ---- |
|             | AP–DC       | Lista - Alianza Acción Popular - Democracia Cristiana (AP–DC) – Acción Popular (AP) – Partido Demócrata Cristiano (DC)                          |            | Lindolfo Dos Santos Coral | Liberalismo Humanismo Democracia cristiana          | 50.53%           | 7                |      |
|             | APRA–UNO    | Lista - Coalición Partido Aprista Peruano - Unión Nacional Odriísta (APRA–UNO) – Partido Aprista Peruano (APRA) – Unión Nacional Odriísta (UNO) |            | Lucio Fernández Rubín     | Aprismo Conservadurismo social Populismo de derecha | 41.25%           | 6                |      |
|             | IND         | Lista - Lista Independiente Frente Cívico Independiente                                                                                         |            | Jorge Espinoza Egoávil    | Localismo huanuqueño                                | Nuevo            | Nuevo            |      |

## Resultados

### Sumario general
|                        |                                                                        |              |              |              |            |            |
| Partidos y coaliciones | Partidos y coaliciones                                                 | Voto popular | Voto popular | Voto popular | Concejales | Concejales |
| Partidos y coaliciones | Partidos y coaliciones                                                 | Votos        | %            | +/−          | Total      | +/−        |
|                        | Coalición Partido Aprista Peruano - Unión Nacional Odriísta (APRA–UNO) | 4,548        | 50.39        | +9.14        | 7          | +1         |
|                        | Alianza Acción Popular - Democracia Cristiana (AP–DC)                  | 3,257        | 36.08        | –14.45       | 5          | –2         |
|                        | Lista Independiente Frente Cívico Independiente                        | 1,221        | 13.53        | n/a          | 2          | +2         |
|                        |                                                                        |              |              |              |            |            |
| Total                  | Total                                                                  | 9,026        |              |              | 14         | ±0         |
|                        |                                                                        |              |              |              |            |            |
| Votos válidos          | Votos válidos                                                          | 9,026        | 96.35        | +7.30        |            |            |
| Votos en blanco        | Votos en blanco                                                        | 155          | 1.65         | –3.36        |            |            |
| Votos nulos            | Votos nulos                                                            | 187          | 2.00         | –3.94        |            |            |
| Votos emitidos         | Votos emitidos                                                         | 9,368        | n/a          | n/a          |            |            |
| Abstenciones           | Abstenciones                                                           | n/d          | n/a          | n/a          |            |            |
| Votantes registrados   | Votantes registrados                                                   | n/d          |              |              |            |            |
|                        |                                                                        |              |              |              |            |            |
| Fuente:                |                                                                        |              |              |              |            |            |

## Elecciones municipales distritales

### Resultados por distrito
La siguiente tabla enumera el control de los distritos de la provincia de Huánuco. El cambio de mando de una organización política se resalta del color de ese partido.
| Distrito                | Alcalde(sa) titular     | Partido político | Partido político   | Alcalde(sa) electo(a)      | Partido político | Partido político   |
| ----------------------- | ----------------------- | ---------------- | ------------------ | -------------------------- | ---------------- | ------------------ |
| Chinchao                | Miguel Araujo Berrospi  |                  | Alianza AP-DC      | Daniel Ramírez Durand      |                  | Coalición APRA-UNO |
| Churumbamba             | Domingo Yabar Romero    |                  | Alianza AP-DC      | Marino Silva Gómez         |                  | Coalición APRA-UNO |
| Margos                  | Eduardo Toledo Sánchez  |                  | Coalición APRA-UNO | José Garay Martel          |                  | Coalición APRA-UNO |
| Quisqui                 | Urbano Llanos Zambrano  |                  | Alianza AP-DC      | Paulino Saavedra Lozano    |                  | Alianza AP-DC      |
| San Francisco de Cayrán | Félix Vara Santiago     |                  | Alianza AP-DC      | Félix Jara Serrano         |                  | Alianza AP-DC      |
| San Pedro de Chaulán    | Valentín Bonilla Amgino |                  | Coalición APRA-UNO | Valeriano Esteban Santiago |                  | Alianza AP-DC      |
| Santa María del Valle   | Esaú Trujillo Pazos     |                  | Alianza AP-DC      | Juan Sotelo Torres         |                  | Coalición APRA-UNO |
| Yarumayo                | Abundio Rodríguez Meza  |                  | Coalición APRA-UNO | Abundio Rodríguez Meza     |                  | Coalición APRA-UNO |